# Парк Шота Руставелі

Пам'ятник Шота Руставелі у парку

Парк кам'яних скульптур імені Шота Руставелі — скульптурний (на весь парк всього два дерева) парк у центрі Києва — на перетині вулиць Саксаганського та Руставелі. Був урочисто відкритий 7 червня 2007 року Президентами України та Грузії — Віктором Ющенком та Михаїлом Саакашвілі. Парк збудовано коштом грузинської громади України, Фонду президента Грузії, міської влади Києва. Всі роботи виконані грузинськими скульпторами. Автор проекту і скульптор — Володимир Імерлішвілі, скульптор — Паата Гігаурі, архітектор — Давид Якобошвілі.
Центральна композиція парку — пам'ятник Шота Руставелі. Його було виготовлено з червоного українського граніту, видобутого у Дніпропетровській області. Навколо пам'ятника розташовані лавки-скульптури. Ввечері скульптури парку підсвічуються, а на барельєф центрального пам'ятнику, де зображено Шота Руставелі, проектується кольорове зображення фрески з Хрестового монастиря, що у Єрусалимі.

Барельєф з зображенням Шота Руставелі
Напис на вхідній арці
Скульптура в парку